# Apostasioideae
Apostasioideae is de botanische naam voor een onderfamilie van de orchideeënfamilie (Orchidaceae).
Het is de kleinste van de vijf onderfamilies, met twee geslachten en zestien soorten. Het zijn tevens de meest primitieve orchideeën.
De status van deze onderfamilie staat ter discussie.

## Naamgeving en etymologie
De botanische naam Apostasioideae is afkomstig van het geslacht Apostasia, een van de twee geslachten uit deze onderfamilie.

## Kenmerken
De onderfamilie Apostasioideae is de primitiefste familie van alle orchideeën. De bloemen van het geslacht Neuwiedia hebben nog drie fertiele, abaxiale (van de as van het gynostemium afgekeerde) meeldraden, terwijl die van de Apostasia slechts twee fertiele meeldraden en één draadvormig staminodium, een steriele meeldraad bezitten. De 'modernere' orchideeën hebben nog slechts één fertiele meeldraad.

## Habitat
De onderfamilie Apostasioideae bestaat uit terrestrische planten die voorkomen in schaduwrijke, vochtige bossen op een hoogte tussen 200 en 2200 m.

## Voorkomen
De onderfamilie Apostasioidea is vertegenwoordigd in de Himalaya, India, Zuidoost-Azië en Oceanië.

## Taxonomie
Voor sommige auteurs geldt de onderfamilie Apostasioideae omwille van hun primitieve kenmerken als voorlopers van de orchideeën. Dat zou kunnen betekenen dat beide geslachten in de aparte familie Apostasiaceae moeten worden ondergebracht, in plaats van in een onderfamilie van de familie Orchidaceae.
Daarentegen staat dat leden van de onderfamilie Apostosioideae een aantal autopamorfe (unieke) kenmerken bezitten, wat ze ongeschikt maakt om als voorouders voor alle orchideeën te dienen.
DNA-onderzoek in 1998 heeft in elk geval uitgewezen dat beide geslachten een monofyletisch taxon vormen, nauw gerelateerd aan de andere orchideeën.
- Geslacht: Apostasia Blume (1825)
  - soorten:
    - Apostasia elliptica J.J.Sm. (1920)
    - Apostasia latifolia Rolfe (1889)
    - Apostasia nuda R.Br. in N.Wallich (1830)
    - Apostasia odorata Blume (1825)
    - Apostasia parvula Schltr. (1906)
    - Apostasia ramifera S.C.Chen & K.Y.Lang (1986)
    - Apostasia wallichii R.Br. in N.Wallich (1830)
- Geslacht: Neuwiedia Blume (1833)
  - Soorten:
    - Neuwiedia annamensis Gagnep. (1933)
    - Neuwiedia balansae Baill. ex Gagnep. 1933
    - Neuwiedia borneensis de Vogel (1969)
    - Neuwiedia elongata de Vogel (1969)
    - Neuwiedia griffithii Rchb.f. (1874)
    - Neuwiedia inae de Vogel (1969)
    - Neuwiedia siamensis de Vogel (1969)
    - Neuwiedia veratrifolia Blume (1834)
    - Neuwiedia zollingeri Rchb.f. (1857)
      - Neuwiedia zollingeri var. javanica (J.J.Sm.) de Vogel (1969)
      - Neuwiedia zollingeri var. singapureana (Wall. ex Baker) de Vogel (1969)
      - Neuwiedia zollingeri var. zollingeri

## Zie ook

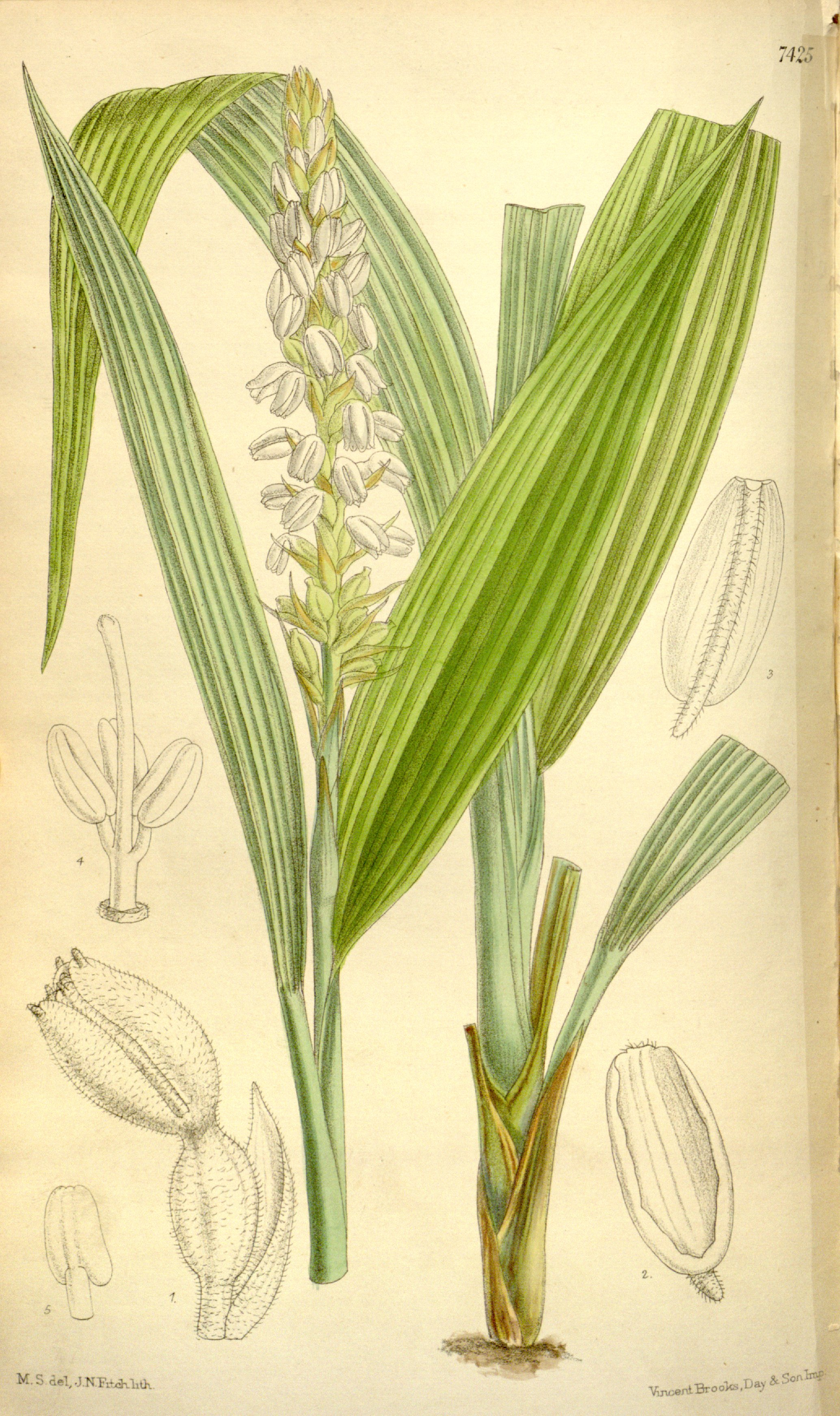
Neuwiedia griffithii
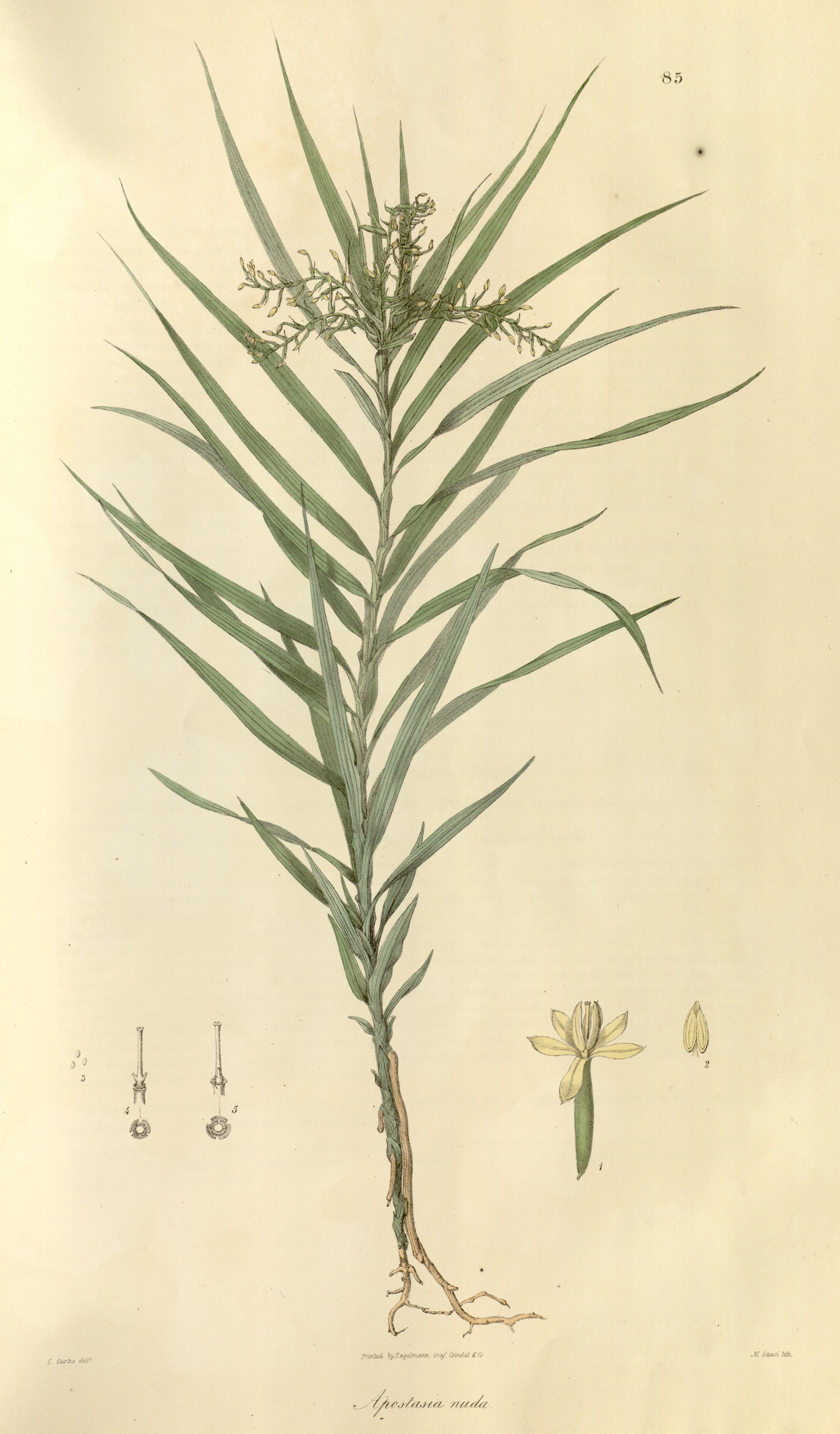
Apostasia nuda